# Asdrubale
Asdrubale  è un nome proprio di persona italiano maschile.

## Varianti
- Femminile: Asdrubala

### Varianti in altre lingue
- Bretone: Asdrubal
- Bulgaro: Хасдрубал (Hasdrubal)
- Catalano: Àsdrubal, Asdrúbal[4]
- Francese: Hasdrubal
- Greco antico: Ἀσδρούβας (Asdroubas)[2]
- Latino: Hasdrubal[1][2][3][5], Asdrubal[1]
- Punico: Azruba'al[3], Azrubaal[2]
- Russo: Гасдрубал (Gasdrubal)
- Serbo: Хаздрубал (Hazdrubal)
- Spagnolo: Asdrúbal[4], Asdrubal[5]
- Ucraino: Гасдрубал (Hasdrubal)

## Origine e diffusione

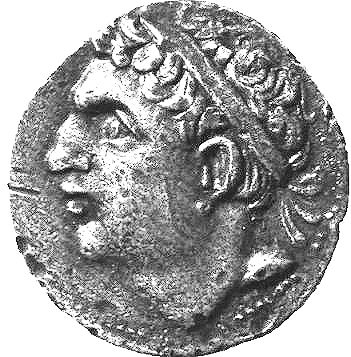
Il volto di Asdrubale Barca su una moneta punica

Nome di scarsa diffusione, composto dal termine fenicio azru ("aiuto") combinato con il nome del dio Ba'al; il significato complessivo può quindi essere interpretato come "Baal aiuta", "aiuto di Baal", "aiutato da Baal", "protetto da Baal", "dato da Baal" e via dicendo; rientra in quella cerchia di nomi teoforici dedicati al dio Baal, assieme con Annibale, Baldassarre e Sofonisba.
È un nome storico-letterario, noto principalmente per essere stato portato da Asdrubale Barca, il generale cartaginese fratello di Annibale, sconfitto e ucciso dai Romani nella battaglia del Metauro.

## Onomastico
In quanto nome adespota, ossia privo di santo patrono, l'onomastico può essere festeggiato il 1º novembre, giorno di Ognissanti.

## Persone
- Asdrubale, condottiero cartaginese

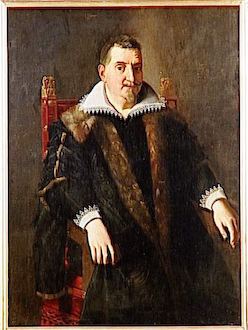
Asdrubale Mattei

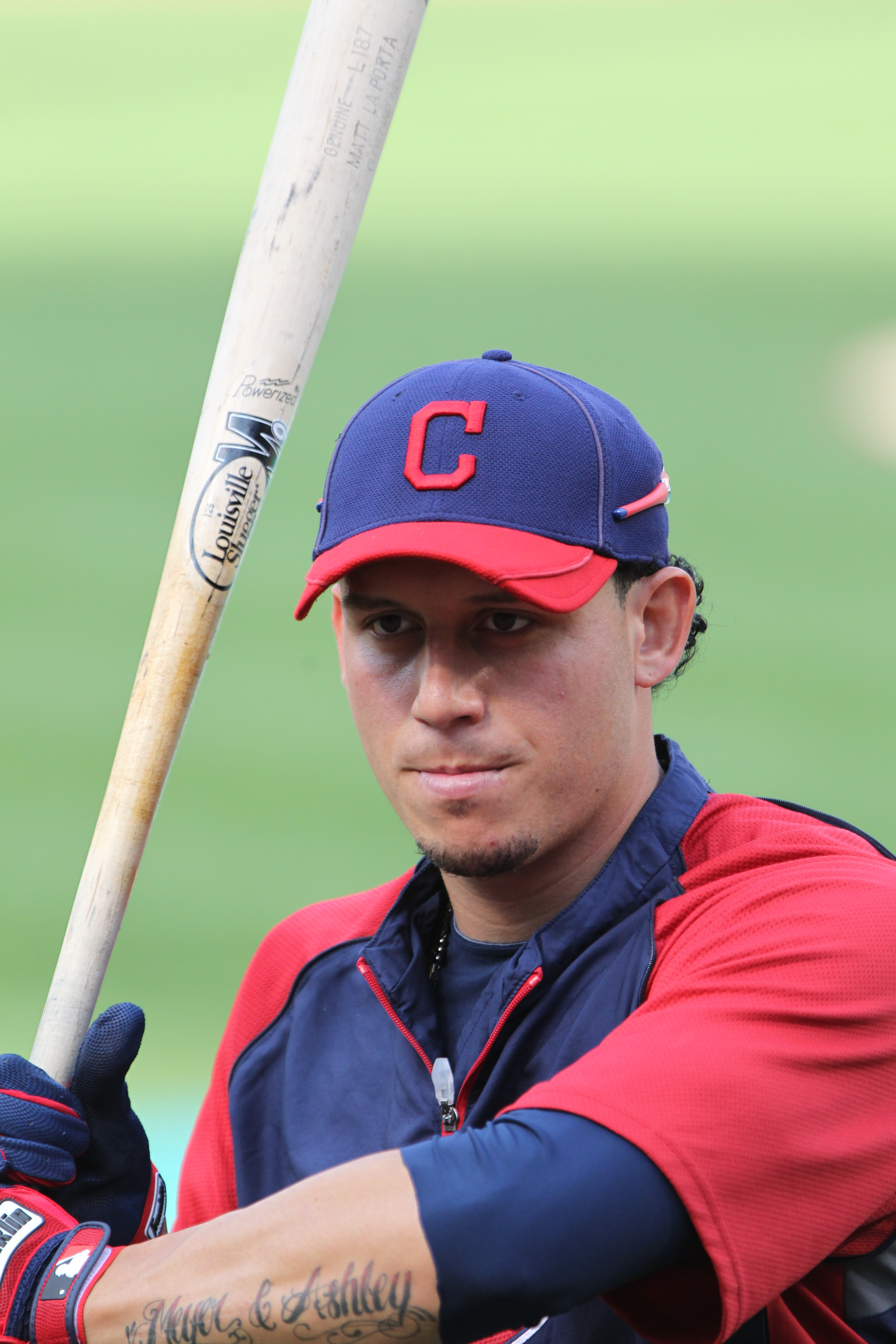
Asdrúbal Cabrera

- Asdrubale Maior condottiero cartaginese
- Asdrubale I, re di Cartagine
- Asdrubale di Annone, generale cartaginese
- Asdrubale il Calvo, condottiero cartaginese
- Asdrubale Barca, generale cartaginese
- Asdrubale de' Medici, condottiero italiano
- Asdrubale Giscone, generale e condottiero cartaginese
- Asdrubale Mattei, nobile e collezionista d'arte italiano

### Variante Asdrúbal
- Asdrúbal Cabrera, giocatore di baseball venezuelano
- Asdrúbal Fontes Bayardo, pilota automobilistico uruguaiano

## Il nome nelle arti
- Madre Asdrubala. All'asilo si sta bene e s'imparan tante cose! è un libro di Aldo Busi.